# 比永遠更長的一瞬間～那時確實存在過的我們～
《比永遠更長的一瞬間～那時確實存在過的我們～》（日语：／ Eienyori nagai isshun ~anokoro, tashikani sonzaishita watashitachi~）為日本女子偶像組合櫸坂46的首張精選輯，於2020年10月7日由Sony Records發行。该作是以「櫸坂46」名義發行的最後一部作品。

## 背景與發行
本作為櫸坂46首張精選輯。專輯發行訊息已在2020年8月27日於櫸坂46官方網站公布。本作為櫸坂46最後一張專輯暨最後的音樂作品。
CD將以初回限定盤TYPE-A、TYPE-B、通常盤三種形式發行。包括自首張單曲《沉默的多數》至以櫸坂46名義發行的最後一首單曲《誰來鳴響那鐘聲？》在內的單曲標題曲、單曲的B面曲、專輯收錄曲、首度錄製於CD的歌曲及新歌曲共17首歌曲、初回限定盤TYPE-A的DISC2收錄的13首歌曲、TYPE-B的DISC2收錄的14首歌曲，本作總計收錄44首歌曲。
初回限定盤TYPE-A的特典藍光DVD以「櫸坂46 ANNIVERSARY LIVE Director's Cut Collection」的名義收錄過去3年間的紀念演唱會「櫸坂46 ANNIVERSARY LIVE」所演唱的27首歌曲。產品為三開盒規格，內附相簿一本（48頁）。
初回限定盤TYPE-B的特典藍光DVD以「櫸坂46 ARENA TOUR Director's Cut Collection」的名義收錄過去3年間巡迴演唱會所演唱的16首歌曲。產品為三開盒規格，內附相簿一本（40頁）。
初回限定盤TYPE-A、TYPE-B皆內附一張特別活動兌換券。

## 收錄曲

### CD

#### DISC 1（各版本共通）
1. Overture－[1:35]
作曲、編曲：渡邊尚
2. 沉默的多數－[5:16]
作詞：秋元康
作曲：Bugbear（日语：バグベア (音楽ユニット)）
編曲：久下真音（日语：久下真音）
  - 首張單曲
  - STRIPE INTERNATIONAL INC.「mechakari」廣告曲
3. 世界上只有愛－[4:56]
作詞：秋元康
作曲：白户佑辅（日语：白戸佑輔）
編曲：野中「MASA」雄一（日语：野中“まさ”雄一）
  - 第2張單曲
  - 東京電視台電視劇《誰殺了德山大五郎？》主題曲
4. 兩人季節－[4:48]
作詞：秋元康
作曲：SoichiroK、Nozomu.S
編曲：Soulife（日语：Soulife）
  - 第3張單曲
5. 不協和音－[4:09]
作詞：秋元康
作曲、編曲：Bugbear
  - 第4張單曲
6. 就算風吹－[3:41]
作詞：秋元康
作曲、編曲：白石紗澄李
  - 第5張單曲
  - STRIPE INTERNATIONAL「mechakari」廣告曲
7. 打破玻璃！－[3:42]
作詞：秋元康
作曲：前迫潤哉、Yasutaka.Ishio
編曲：APAZZI
  - 第6張單曲
  - NTT Docomo「Docomo學生優惠」「快樂醬」廣告曲
8. 矛盾心理－[4:34]
作詞：秋元康
作曲、編曲：浦島健太、TETTA
  - 第7張單曲
  - 羅森「快速抽獎活動」廣告曲
  - 永谷園「永谷園×櫸坂46『見面時吃碗茶泡飯吧』」廣告曲
9. 黑羊－[5:08]
作詞：秋元康
作曲、編曲：NAZCA
  - 第8張單曲
  - 日本AEON CARD「U-25 新生活」宣傳活動廣告主題曲
10. 誰來鳴響那鐘聲？
作詞：秋元康
作曲、編曲：辻村有記、伊藤賢
  - 數位下載限定單曲
  - 日本AEON CARD「我的道路」宣傳活動廣告主題曲
11. W-KEYAKIZAKA之詩－[5:08]
作詞：秋元康
作曲：前迫潤哉、Yasutaka.Ishio
編曲：佐佐木裕
  - 第4張單曲的B面曲
12. 星期一的早晨，裙子被剪了－[3:38]
作詞：秋元康
作曲：饗庭純
編曲：若田部誠
  - 首張專輯《抹黑純真》CD2的第一首歌曲
13. 危險計劃－[4:10]
作詞：秋元康
作曲：NAZCA
編曲：佐佐木裕
  - 首張專輯《抹黑純真》初回限定盤TYPE-A、B的收錄曲
14. 避雷針－[4:05]
作詞：秋元康
作曲：NAZCA
編曲：野中「MASA」雄一
  - 第5張單曲初回限定盤TYPE-C的B面曲
  - 興和「三次元面膜」廣告曲
15. 該回去森林了吧？－[4:20]
作詞：秋元康
作曲、編曲：河原健介
  - 第6張單曲的B面曲
16. Student Dance－[4:25]
作詞：秋元康
作曲、編曲：SASA
  - 第7張單曲的B面曲
17. Nobody－[3:47]
作詞：秋元康
作曲：Dr.Kay、Gold Driver、BonoBono
編曲：APAZZI
  - 第8張單曲初回限定盤TYPE-A的B面曲
  - 日本永谷園梅干茶漬廣告主題曲

#### DISC 2（初回限定盤TYPE-A）
1. 牽手回家吧－[5:16]
作詞：秋元康
作曲、編曲：Akira Sunset
  - 首張單曲的B面曲
  - 遊樂園「豪斯登堡」廣告曲
2. 你已不在－[4:43]
作詞：秋元康
作曲：SoichiroK、Nozomu.S
編曲：Soulife、後藤勇一郎
  - 首張單曲通常盤的B面曲
3. 談談未來吧…－[3:52]
作詞：秋元康
作曲：PENGUINS PROJECT
編曲：佐佐木望
  - 第2張單曲初回限定盤TYPE-A、B、C的B面曲
4. 大人都不相信－[3:31]
作詞：秋元康、本山清治
作曲、編曲：Masayoshi Kawabata
  - 第3張單曲的B面曲
5. 制服與太陽－[4:10]
作詞：秋元康
作曲、編曲：aokado
  - 第3張單曲初回限定盤TYPE-A的B面曲
6. 獨特自我－[4:33]
作詞：秋元康
作曲：NAZCA
編曲：the Third
  - 第4張單曲通常盤的B面曲
  - 日本電視台系統日劇《殘酷的觀眾們》主題歌
7. 太陽不會選擇抬頭的人－[4:43]
作詞：秋元康
作曲、編曲：池澤聰
  - 首張專輯《抹黑純真》初回限定盤TYPE-A的收錄曲
8. 從哪能看見東京鐵塔？－[4:17]
作詞：秋元康
作曲：本田光史郎
編曲：APAZZI
  - 首張專輯《抹黑純真》初回限定盤TYPE-A的收錄曲
9. 不再尋找你－[4:55]
作詞：秋元康
作曲：片桐周太郎
編曲：若田部誠
  - 首張專輯《抹黑純真》初回限定盤TYPE-B的收錄曲
10. I'm out－[3:54]
作詞：秋元康
作曲、編曲：湊貴大
  - 第7張單曲初回限定盤TYPE-A的B面曲
11. 跳進十月的泳池
－[4:14]
作詞：秋元康
作曲、編曲：BASEMINT
  - 羅森「快速抽獎活動」廣告曲
  - 日本AEON CARD宣傳活動廣告主題曲
  - 首度CD音源化
12. 砂塵－[4:38]
作詞：秋元康
作曲：TAKU TANAKA、LINDYTAKU
編曲：Tanaka
  - 養樂多「Tough-Man Refresh」廣告主題曲
  - 首度CD音源化
  - 相比廣告版，此處收錄版本的音調有所改變。
13. 集中精神
－[4:26]
作詞：秋元康
作曲、編曲：佐佐木裕
  - 新歌曲

#### DISC 2（初回限定盤TYPE-B）
1. 澀谷川－[4:52]
作詞：秋元康
作曲：中村泰輔
編曲：松浦晃久
  - 首張單曲初回限定盤TYPE-B的B面曲
  - 小組演唱曲
2. 不一樣的藍天－[4:51]
作詞：秋元康
作曲：杉山勝彥
編曲：杉山勝彥、有木龍郎
  - 第2張單曲初回限定盤TYPE-C的B面曲
  - 小組演唱曲
3. PARCO從澀谷消失的那一天－[4:55]
作詞：秋元康
作曲：PENGUINS PROJECT
編曲：佐佐木望
  - 第2張單曲初回限定盤TYPE-A的B面曲
  - 平手友梨奈獨唱曲
4. 我們的戰爭－[4:15]
作詞：秋元康
作曲：Bugbear
編曲：久下真音
  - 第3張單曲初回限定盤TYPE-C的B面曲
  - 小分隊演唱曲
5. 等待百年－[4:22]
作詞：秋元康
作曲：坂本麗衣
編曲：坂本麗衣、津田直彥
  - 首張專輯《抹黑純真》初回限定盤TYPE-A的收錄曲
  - 長濱禰留獨唱曲
6. AM1:27－[4:06]
作詞：秋元康
作曲、編曲：Linia
  - 首張專輯《抹黑純真》初回限定盤TYPE-B的收錄曲
  - 小分隊演唱曲
7. 芭蕾舞與少年－[3:41]
作詞：秋元康
作曲、編曲：中村泰輔
  - 首張專輯《抹黑純真》初回限定盤TYPE-B的收錄曲
  - 小分隊演唱曲
8. 再生細胞－[4:21]
作詞：秋元康
作曲、編曲：若田部誠
  - 第5張單曲通常盤的B面曲
  - 今泉佑唯獨唱曲
9. 浴室旅程－[3:52]
作詞：秋元康
作曲、編曲：Furuthi
  - 第6張單曲初回限定盤TYPE-D的B面曲
  - 小分隊演唱曲
10. 302號房－[4:13]
作詞：秋元康
作曲、編曲：小田切大
  - 第7張單曲初回限定盤TYPE-C的B面曲
  - 小分隊演唱曲
11. 高跟鞋的高度－[3:50]
作詞：秋元康
作曲、編曲：鶴崎輝一
  - 第8張單曲初回限定盤TYPE-C的B面曲
  - 小分隊演唱曲
12. 轉彎
－[3:15]
作詞：秋元康
作曲：NAZCA
編曲：the Third
  - 2019年10月9日以訂閱方式限定下載[4]，於本作首度CD音源化。
  - 電影《響 -HIBIKI-》主題曲
  - 平手友梨奈獨唱曲
13. 萬花筒
－[4:03]
作詞：秋元康
作曲：白須賀悟
編曲：白須賀悟、河原里歐（河原レオ）
  - 新歌曲
  - 小分隊演唱曲
14. Deadline－[4:09]
作詞：秋元康
作曲、編曲：嶋田啓介

  - 新歌曲
  - 小分隊演唱曲

### Blu-ray

#### 初回限定盤TYPE-A
| 櫸坂46 ANNIVERSARY LIVE Director's Cut Collection | 櫸坂46 ANNIVERSARY LIVE Director's Cut Collection                                         |
| 曲序                                              | 曲目                                                                                      |
| ------------------------------------------------- | ----------------------------------------------------------------------------------------- |
| 1.                                                | 沉默的多數（2017年4月6日 1st YEAR ANNIVERSARY LIVE 國立代代木第一體育館）                 |
| 2.                                                | 沒能趕上的巴士（2017年4月6日 1st YEAR ANNIVERSARY LIVE 代代木第一體育館）                 |
| 3.                                                | 澀谷川（2017年4月6日 1st YEAR ANNIVERSARY LIVE 代代木第一體育館）                         |
| 4.                                                | PARCO從澀谷消失的那一天（2017年4月6日 1st YEAR ANNIVERSARY LIVE 代代木第一體育館）        |
| 5.                                                | 夕陽1/3（2017年4月6日 1st YEAR ANNIVERSARY LIVE 代代木第一體育館）                        |
| 6.                                                | 兩人季節（2017年4月6日 1st YEAR ANNIVERSARY LIVE 代代木第一體育館）                       |
| 7.                                                | 悲傷的微笑（2017年4月6日 1st YEAR ANNIVERSARY LIVE 代代木第一體育館）                     |
| 8.                                                | 破碎的手機螢幕（2017年4月6日 1st YEAR ANNIVERSARY LIVE 代代木第一體育館）                 |
| 9.                                                | Opening（2018年4月8日 2nd YEAR ANNIVERSARY LIVE 武藏野之森綜合體育廣場）                  |
| 10.                                               | 打破玻璃！（2018年4月8日 2nd YEAR ANNIVERSARY LIVE 武藏野之森綜合體育廣場）               |
| 11.                                               | 星期一的早晨，裙子被剪了（2018年4月8日 2nd YEAR ANNIVERSARY LIVE 武藏野之森綜合體育廣場） |
| 12.                                               | 無國境時代（2018年4月8日 2nd YEAR ANNIVERSARY LIVE 武藏野之森綜合體育廣場）               |
| 13.                                               | 不協和音（2018年4月8日 2nd YEAR ANNIVERSARY LIVE 武藏野之森綜合體育廣場）                 |
| 14.                                               | 音樂教室裡的單戀（2019年4月6日 3nd YEAR ANNIVERSARY LIVE 大阪節慶音樂廳）                 |
| 15.                                               | Nobody（2019年4月5日 3nd YEAR ANNIVERSARY LIVE 大阪節慶音樂廳）                           |
| 16.                                               | 牽手回家吧（2019年4月6日 3nd YEAR ANNIVERSARY LIVE 大阪節慶音樂廳）                       |
| 17.                                               | 你最愛的 是誰？（2019年4月6日 3nd YEAR ANNIVERSARY LIVE 大阪節慶音樂廳）                  |
| 18.                                               | 矛盾心理（2019年4月6日 3nd YEAR ANNIVERSARY LIVE 大阪節慶音樂廳）                         |
| 19.                                               | 就算風吹（2019年4月6日 3nd YEAR ANNIVERSARY LIVE 大阪節慶音樂廳）                         |
| 20.                                               | 同步巧合（2019年4月6日 3nd YEAR ANNIVERSARY LIVE 大阪節慶音樂廳）                         |
| 21.                                               | 大人都不相信（2019年5月11日 3nd YEAR ANNIVERSARY LIVE 日本武道館）                        |
| 22.                                               | 繪影表演（2019年5月11日 3nd YEAR ANNIVERSARY LIVE 日本武道館）                            |
| 23.                                               | 你已不在（2019年5月10日 3nd YEAR ANNIVERSARY LIVE 日本武道館）                            |
| 24.                                               | 該回去森林了吧？（2019年5月11日 3nd YEAR ANNIVERSARY LIVE 日本武道館）                    |
| 25.                                               | DANCE TRACK（2019年5月11日 3nd YEAR ANNIVERSARY LIVE 日本武道館）                         |
| 26.                                               | 談談未來吧…（2019年5月11日 3nd YEAR ANNIVERSARY LIVE 日本武道館）                         |
| 27.                                               | 黑羊（2019年5月11日 3nd YEAR ANNIVERSARY LIVE 日本武道館）                                |
| 总时长：                                          | 1:59:00                                                                                   |

#### 初回限定盤TYPE-B
| 櫸坂46 ARENA TOUR Director's Cut Collection | 櫸坂46 ARENA TOUR Director's Cut Collection                                |
| 曲序                                        | 曲目                                                                       |
| ------------------------------------------- | -------------------------------------------------------------------------- |
| 1.                                          | Overture（2017年8月30日 全國巡迴演唱會「抹黑純真」幕張展覽館）             |
| 2.                                          | 獨特自我（2017年8月30日 全國巡迴演唱會「抹黑純真」幕張展覽館）             |
| 3.                                          | 等待百年（2017年8月30日 全國巡迴演唱會「抹黑純真」幕張展覽館）             |
| 4.                                          | 夏天的花不只向日葵（2017年8月30日 全國巡迴演唱會「抹黑純真」幕張展覽館）   |
| 5.                                          | 世界上只有愛（2017年8月30日 全國巡迴演唱會「抹黑純真」幕張展覽館）         |
| 6.                                          | 危險計劃（2017年8月30日 全國巡迴演唱會「抹黑純真」幕張展覽館）             |
| 7.                                          | 太陽不會選擇抬頭的人（2017年8月30日 全國巡迴演唱會「抹黑純真」幕張展覽館） |
| 8.                                          | Opening（2018年9月5日 夏季全國巡迴演唱會 2018 幕張展覽館）                 |
| 9.                                          | Student Dance（2018年9月5日 夏季全國巡迴演唱會 2018 幕張展覽館）           |
| 10.                                         | 打破玻璃！（2018年9月5日 夏季全國巡迴演唱會 2018 幕張展覽館）              |
| 11.                                         | 黎明的孤獨（2018年8月12日 夏季全國巡迴演唱會 2018 馬林麥瑟福岡）           |
| 12.                                         | W-KEYAKIZAKA之詩（2018年9月5日 夏季全國巡迴演唱會 2018 幕張展覽館）        |
| 13.                                         | Opening（2019年8月28日 夏季全國巡迴演唱會 2019 大阪城展演廳）              |
| 14.                                         | 矛盾心理（2019年8月28日 夏季全國巡迴演唱會 2019 大阪城展演廳）             |
| 15.                                         | DANCE TRACK（2019年9月6日 夏季全國巡迴演唱會 2019 福岡國際中心）           |
| 16.                                         | 避雷針（2019年8月27日 夏季全國巡迴演唱會 2019 大阪城展演廳）               |
| 总时长：                                    | 1:07:00                                                                    |

## 演唱成員
此處僅列出5首從未發表歌曲的演唱成員。有關其他已發表歌曲的演唱成員請參見個別作品的頁面。
跳進十月的泳池
- 上村莉菜、小林由依、佐藤詩織（日语：佐藤詩織 (アイドル)）、菅井友香、土生瑞穗、原田葵、守屋茜、渡邊梨加、渡邊理佐、井上梨名、關有美子、武元唯衣、田村保乃、藤吉夏鈴、松田里奈、森田光[5]
  - 由原訂於2019年冬季發行的第9張單曲選拔成員（平手友梨奈除外）演唱[6]。

砂塵
- 上村莉菜、尾關梨香、小池美波、小林由依、齋藤冬優花、佐藤詩織、菅井友香、土生瑞穂、原田葵、守屋茜、渡邊梨加、渡邉理佐、井上梨名、關有美子、武元唯衣、田村保乃、藤吉夏鈴、松田里奈、松平璃子、森田光、山崎天[5]
  - 由六名新二期成員之外的所有成員演唱。

集中精神
- 石森虹花[注 2]、尾關梨香、小池美波、齋藤冬優花、長澤菜菜香[注 2]、松平璃子、山崎天[5]
  - 由原訂於2019年冬季發行的第9張單曲選拔成員以外的其餘成員（選拔成員結果公佈時仍在籍中的織田奈那、鈴本美愉除外）演唱[6]。

萬花筒
- 上村莉菜、原田葵、井上梨名、武元唯衣、藤吉夏鈴、森田光[5]

Deadline
- 菅井友香、守屋茜、渡邉理佐、田村保乃、松田里奈[5]

## 備註

## 外部鏈結
- 專輯特設網站 （页面存档备份，存于）（2020年9月3日）